# サンティアゴ・デ・ロス・カバリェロス
サンティアゴ・デ・ロス・カバリェロス（Santiago de los Caballeros）は、ドミニカ共和国の都市である。サンティアゴ州の州都である。略称はサンティアゴ。
都市圏人口はドミニカ共和国内でサントドミンゴ都市圏に次ぐ規模である。ドミニカ共和国の北中部、シバオ谷に位置する。

## 歴史
- 新世界でヨーロッパの植民が始まった1495年に建設された。最初の植民は、市内のハカグア(Jacagua)で始まったが、地震により破壊され、1506年に現在の場所に移った。
- 1562年にも再度地震の被害を受けて荒廃した。その後、この街は何度かドミニカの首都となった。
- 1844年のドミニカ独立戦争時には、サンティアゴは戦略的に重要な街であった。

## 交通

### 空路

#### 空港
- シバオ国際空港(Cibao International Airport)

## 対外関係

### 姉妹都市・提携都市
- ニューヨーク （アメリカ合衆国 ニューヨーク州）
- サンフアン （アメリカ合衆国 プエルトリコ）
- ハバナ （キューバ共和国 ラ・アバーナ州）
- サンティアゴ・デ・コンポステーラ （スペイン王国 ガリシア州 ア・コルーニャ県）

## 文化・名物

### スポーツ

#### 野球
- アギラス・シバエーニャス（LIDOM）- エスタディオ・シバオ